# Хуадянь (город)
Хуадя́нь (кит. упр. 桦甸, пиньинь Huàdiàn) — городской уезд городского округа Гирин провинции Гирин (КНР).

## История
Уезд Хуадянь был создан 29 января 1908 года.
25 мая 1988 года уезд Хуадянь был преобразован в городской уезд.

## Административное деление
Городской уезд Хуадянь делится на 5 уличных комитетов, 5 посёлков и 5 волостей.

## Соседние административные единицы
Городской уезд Хуадянь граничит со следующими административными единицами:
- Городской уезд Паньши (на западе)
- Уезд Юнцзи (на северо-западе)
- Район Фэнмань (на севере)
- Городской уезд Цзяохэ (на северо-востоке)
- Городские округа Тунхуа и Байшань (на юге)
- Яньбянь-Корейский автономный округ (на востоке)